# Melastiza
Melastiza är ett släkte av svampar. Melastiza ingår i familjen Pyronemataceae, ordningen skålsvampar, klassen Pezizomycetes, divisionen sporsäcksvampar och riket svampar.